# ビックボーイズ
ビックボーイズは漫才協会所属のお笑いコンビ。1992年結成。師匠はさがみ三太・良太。

## メンバー
- なべかずお（本名：渡邉一雄（わたなべ かずお）、1957年3月9日 - ） 北海道出身。ボケ担当。

26歳の時に神戸で鳶職をしていたとき、『オレたちひょうきん族』の素人コーナー「なんですかまん・コンテスト」に出演し、それをきっかけに浅草フランス座で修行していた。
浅草キッドはフランス座での同期である。趣味・特技はパントマイム。ゴルフ。スカイダイビング。将棋
- 羽生愁平（はにゅう しゅうへい、本名：羽生和弘、1959年6月14日 - ） 静岡県出身。東洋大学文学部卒業。ツッコミ担当。

過去に大道芸人の三雲いおりと「プリーズ」というコンビで活動していた。

## 概要・芸風
- 元々、なべは1986年に別の相方と「ビックボーイズ」として活動していたが、相方に逃げられたため羽生を2代目の相方とした。
- 漫才の冒頭になべが「私がビックボーイ、彼がズ」と言い、羽生が「俺はスに点々かい」と返すと「いや、すってんてんだ」となべに言い返されるつかみがある。
- 漫才の終盤に「たまらんぜ」というラップを歌うことがある。「たまらんぜ」は有線で聞くことが可能である。『やりすぎコージー』の「やりすぎFBI」（2008年12月22日放送）で取り上げられた。やりすぎFBI捜査官はナイツ塙。
- 2006年11月に真打に昇進。
- 2008年、ラップ「たまらんぜ!」CD化。
- 毎月8日間 「浅草東洋館出演」
- 毎年1回、「ビックボーイズとゆかいな仲間たち」を開催（浅草東洋館）。毎回多彩なゲストを招いて盛り上がる。2017年は“ナイツ”が出演して会場を沸かせた（2017年3月21日）。

## 出演番組
- 巣鴨バラエティ座（TOKYO MX、テレ玉、チバテレビ）
- 巣鴨バラエティ横丁（テレ玉、チバテレビ）
- ラジオ寄席
- 真打ち競演
- 笑っていいとも!（2008年8月29日、身内自慢コンテストのコーナー、なべのみ）

志村けんのそっくりさんとして登場。紹介者は元「フリーサイズ」のたまこ。
- ワケありバンジー（なべのみ）
- アメトーーク!（テレビ朝日、2012年9月16日）
- アウト×デラックス（フジテレビ、2014年9月16日）
- 水曜日のダウンタウン（TBS、2015年7月29日）
- ナカイの窓（日本テレビ、2017年6月14日）
- 浜ちゃんが!（日本テレビ、2017年6月21日）